# Abellerol maragda oriental
L'abellerol maragda (Merops orientalis) és una espècie d'ocell de la família dels meròpids (Meropidae) que habita a Àfrica i a l'Àsia meridional fins al sud-est asiàtic. També se l'ha anomenat com abellerol verd

## Morfologia
- Fa 16–18 cm de llargària, dels quals uns 5 cm corresponen a les dues allargades plomes centrals de la cua. Semblant a altres abellerols, és un ocell esvelt amb colors vistosos.
- Sense dimorfisme sexual, el plomatge és verd brillant amb la gola blava. Capell i parts superiors amb un tint daurat vermellós.

A les ales, les plomes de vol són vermelloses girant progressivament a verd i les puntes negroses. Una fina línia ocular negra travessa l'ull.
- Iris vermell, bec negre i potes de color gris fosc.
- Els peus són febles, amb els tres dits units a la base.[2]
- Els joves no presenten les llargues plomes centrals a la cua.
- De vegades, hi ha diferències notables entre subespècies; així, els ocells del sud-est asiàtic tenen el capell vermellós i la cara, i parts inferiors de color verd; mentre que els de la península Aràbiga tenen el capell verd, la cara blava i les parts inferiors blavoses.[3]

## Hàbitat i distribució
Cria en camp obert en arbustos. A l'Àfrica i Aràbia, es troba en zones àrides, però més cap a l'est ocupa hàbitats més variats. Aquesta espècie sovint caça des de talaies molt baixes, a un metre o menys. Utilitza filferros de les tanques i cables elèctrics. A diferència d'altres abellerols, es poden observar lluny de l'aigua.
Se'ls veu sobretot en planures, però de vegades es poden trobar fins als 1.500 – 1.800 metres, a l'Himàlaia. Són residents a les terres baixes del sud d'Àsia, però algunes poblacions es mouen estacionalment segons patrons poc coneguts. En algunes zones de Pakistan, són visitants estivals (1906).

## Llista de subespècies
Se n'han descrit un nombre variat de subespècies:
- Merops orientalis viridissimus (=M. viridissimus viridissimus), Swainson, 1837. Des del Senegal, fins a Eritrea, Etiòpia i l'oest del Sudan.
- Merops orientalis flavoviridis (=M. viridissimus flavoviridis), Niethammer, 1955. Zones subdesèrtiques del Txad, fins a la vora del mar Roig, a l'altura del Sudan.
- Merops orientalis cleopatra (=M. viridissimus cleopatra), Nicoll, 1910. Al llarg de la vall del Nil.
- Merops orientalis cyanophrys (=M. cyanophrys cyanophrys), (Cabanis i Heine), 1860. Península Aràbiga, Israel-Palestina.
- Merops orientalis najdanus (=M. cyanophrys najdanus), Bates, 1935. Planura central de la península Aràbiga.
- Merops orientalis beludschicus, Neumann, 1910. Des de la vora nord del golf Pèrsic, fins a Balutxistan i l'oest de l'Índia.
- Merops orientalis orientalis, Latham, 1802. Des del nord-oest de l'Índia fins a Bangladesh i Sri Lanka.
- Merops orientalis ferrugeiceps, Anderson, 1879. Des d'Assam i Myanmar fins a Vietnam.

## Taxonomia
Modernament es considera que l'abellerol maragda o abellerol verd (Merops orientalis, senso latu) són en realitat tres espècies diferents:

- Abellerol maragda oriental (Merops orientalis, senso stricto).
- Abellerol maragda africà (Merops viridissimus).
- Abellerol maragda d'Aràbia (Merops cyanophrys)